# Prepops eremicola
Prepops eremicola är en insektsart som först beskrevs av Knight 1929.  Prepops eremicola ingår i släktet Prepops och familjen ängsskinnbaggar. Inga underarter finns listade i Catalogue of Life.